# Василена Радева
Василена Радева е българска режисьорка, носителка на наградите „Аскеер“ за дебют, „Икар“ за най-добро представление („Нордост – приказка за разрушението“) и Наградата за изкуство „Ст. Камбарев 2001“.

## Биография
Василена Радева е родена на 23 юли 1982 в град Провадия, България. Майка ѝ Марта Радева е учителка по литература. Баща ѝ Валери Радев работи като секретар в общината на града. След 7-и клас Василена напуска родния град и отива да учи в Първа езикова гимназия във Варна. Там продължава с актьорството, записвайки се в театралния състав „Златното ключе“. Завършва специалността „Режисура за драматичен театър“ (клас на проф. Пламен Марков) в НАТФИЗ „Кр. Сарафов“ през 2006 година.
Първата ѝ постановка е „Вампир“ от Антон Страшимиров в ДТ-Стара Загора (2005 – номинация за наградите „Икар 2006“ за режисьорски дебют). Следват „Сестри“ от Л. Разумовска в ДКТ-Шумен (2008), „Тунелджии“ от Д. Дюинс в Артхостел „Usually we spend our time in the garden“ – София (2009), „Грозният“ от Мариус фон Майенбург в Театър „София“ (2009), „Малкият принц“ от Антоан дьо Сент-Екзюпери (социален проект за деца с ментални и физически увреждания) – с. Паталеница (2009), „Нордост – Приказка за разрушението“ от Т. Бухщайнер в Младежки театър – София (2010, награда „Аскеер 2010“ за изгряваща звезда, награда „Икар 2011“ за най-добър спектакъл, награда за изкуство „Стоян Камбарев“), „Карнавал.com“ от Жорди Галсеран в Младежки театър – София, „Великият момент на Кьоних“ от Ян Нойман в Театър 199.

## Личен живот
Омъжена е за американския актьор, драматург и режисьор Нейтън Купър.